# Ciacova
Ciacova (en alemany: Tschakowa; en hongarès: Csák, abans de 1913 Csákova; serbi: Чаково/Čakovo; en turc: Çakova) és una ciutat del comtat de Timiș, a l'oest de Romania, a la regió del Banat. Segons el cens del 2011, tenia 5.348 habitants.
Ciacova es troba a 28 km de Timișoara i 30 km de la frontera amb Sèrbia. La ciutat administra quatre pobles: Cebza (Csebze), Macedònia (Macedònia), Obad (Obád) i Petroman (Petromány). Quan es va declarar ciutat el 2004, els pobles de Gad i Ghilad, que administrava fins aquell moment, es van separar per formar la comuna de Ghilad.

## Fills il·lustres
- Dositej Obradović (1742-1811), autor serbi, filòsof, lingüista, viatger, poliglota i primer ministre d'educació de Sèrbia
- Zeno Coste (1907-?), Cantant romanès